# Wędzice
Wędzice (deutsch Vandüz) ist ein Wohnplatz in der Woiwodschaft Westpommern in Polen.
Der Wohnplatz liegt in Hinterpommern, etwa 15 Kilometer südwestlich der Stadt Kołobrzeg (Kolberg). 
Der Wohnplatz, gegründet als Abbau des etwa 1,5 km nördlich gelegenen Dorfes Gandelin, tauchte unter seinem Namen Vandüz erstmals in amtlichen Landkarten in der ersten Hälfte des 20. Jahrhunderts auf. Die Herkunft des Namens ist unbekannt, möglicherweise ist es ein Flurname oder der Name eines Besitzers. In den amtlichen Verzeichnissen wurde Vandüz hingegen nicht als eigener Wohnplatz geführt. 
Vor 1945 gehörte Vandüz als Teil der Landgemeinde Gandelin zum Kreis Kolberg-Körlin in der Provinz Pommern. 
Nach dem Zweiten Weltkrieg kam Vandüz, wie ganz Hinterpommern, an Polen. Der Ort erhielt den polnischen Namen Wędzice. Er gehört heute zur Gmina Siemyśl (Landgemeinde Simötzel) und mit dieser zum Powiat Kołobrzeski (Kolberger Kreis). 